# Gabriele Oriali
Gabriele Oriali (* 25. listopad 1952 Como, Itálie) je bývalý italský fotbalový záložník a sportovní ředitel.
Již od roku 1966 byl hráčem Interu. Nejprve hrál v mládežnických týmech a v roce 1971 v 18 letech odehrál první utkání za dospělé. Za Nerazzurri odehrál za 13 sezon celkem 398 utkání a vstřelil 44 branek. Získal s ní dva tituly (1970/71, 1979/80) a dvě vítězství v italském poháru (1977/78, 1981/82). Nejlepšího výsledku v evropský pohárech bylo prohrané finále v poháru PMEZ 1971/72. V roce 1983 odešel do Fiorentiny, kde po čtyřech sezonách v roce 1987 ukončil kariéru.
Po ukončení fotbalové kariéry se stal sportovním manažerem. V letech 1994 až 1998 byl v Boloni. Poté působil v Parmě, a v Interu. V létě 2010 oznámil rezignaci, kvůli neshodám s vedením.
V létě 2014 byl jmenován FIGC manažerem reprezentace a pomohl tak Mancinimu postavit kádr pro vítězné ME 2020. V letech 2019 až 2021 se vrátil jako týmový manažer do Interu.

## Hráčská statistika
| Sezóna  | Klub       | Liga    | Liga   | Liga | Ligové poháry | Ligové poháry | Ligové poháry | Kontinentální poháry | Kontinentální poháry | Kontinentální poháry | Celkem | Celkem |
| Sezóna  | Klub       | Soutěž  | Zápasy | Góly | Soutěž        | Zápasy        | Góly          | Soutěž               | Zápasy               | Góly                 | Zápasy | Góly   |
| ------- | ---------- | ------- | ------ | ---- | ------------- | ------------- | ------------- | -------------------- | -------------------- | -------------------- | ------ | ------ |
| 1970/71 | Inter      | Serie A | 2      | 0    | IP            | 0             | 0             | Vel.P                | 0                    | 0                    | 2      | 0      |
| 1971/72 | Inter      | Serie A | 20     | 0    | IP            | 0             | 0             | PMEZ                 | 8                    | 0                    | 28     | 0      |
| 1972/73 | Inter      | Serie A | 22     | 2    | IP            | 4             | 0             | UEFA                 | 4                    | 0                    | 30     | 2      |
| 1973/74 | Inter      | Serie A | 18     | 2    | IP            | 5             | 0             | UEFA                 | 2                    | 0                    | 25     | 2      |
| 1974/75 | Inter      | Serie A | 17     | 0    | IP            | 4             | 0             | UEFA                 | 4                    | 1                    | 25     | 2      |
| 1975/76 | Inter      | Serie A | 23     | 2    | IP            | 9             | 2             | -                    | 0                    | 0                    | 32     | 4      |
| 1976/77 | Inter      | Serie A | 25     | 2    | IP            | 9             | 2             | UEFA                 | 2                    | 0                    | 34     | 4      |
| 1977/78 | Inter      | Serie A | 26     | 4    | IP            | 2             | 0             | UEFA                 | 6                    | 0                    | 36     | 4      |
| 1978/79 | Inter      | Serie A | 28     | 4    | IP            | 2             | 0             | PVP                  | 6                    | 0                    | 36     | 4      |
| 1979/80 | Inter      | Serie A | 25     | 6    | IP            | 4             | 1             | UEFA                 | 4                    | 0                    | 33     | 7      |
| 1980/81 | Inter      | Serie A | 18     | 4    | IP            | 4             | 0             | PMEZ                 | 4                    | 0                    | 26     | 4      |
| 1981/82 | Inter      | Serie A | 28     | 5    | IP            | 9             | 1             | UEFA                 | 3                    | 0                    | 40     | 6      |
| 1982/83 | Inter      | Serie A | 25     | 2    | IP            | 9             | 1             | PVP                  | 6                    | 1                    | 40     | 4      |
| 1983/84 | Fiorentina | Serie A | 29     | 5    | IP            | 7             | 2             | -                    | 0                    | 0                    | 36     | 7      |
| 1984/85 | Fiorentina | Serie A | 26     | 1    | IP            | 9             | 2             | UEFA                 | 4                    | 0                    | 39     | 3      |
| 1985/86 | Fiorentina | Serie A | 25     | 0    | IP            | 7             | 1             | -                    | 0                    | 0                    | 32     | 1      |
| 1986/87 | Fiorentina | Serie A | 25     | 1    | IP            | 5             | 0             | UEFA                 | 2                    | 0                    | 32     | 1      |
| Celkem  | Celkem     | Celkem  | 382    | 40   | -             | 98            | 13            | -                    | 51                   | 2                    | 531    | 55     |

## Reprezentační kariéra
Za reprezentaci odehrál 28 utkání a vstřelil 1 branku a to proti Švédsku (1:0) 26. září 1979. První utkání odehrál 21. prosince 1978 proti Španělsku (1:0). Zůsčastnil se ME 1980, kde odehrál první tři zápasy. Na MS 1982 odehrál kromě prvních dvou utkání všechna. Domů si odvezl zlatou medaili. Dne 29. května 1983 odehrál svůj poslední zápas v reprezentaci proti Švédsku (0:2).

### Statistika na velkých turnajích
| Reprezentace | Rok     | Zápasy                        | Zápasy | Zápasy    | Zápasy           | Zápasy           | Zápasy   |
| Reprezentace | Rok     | Fáze turnaje                  | Datum  | Soupeř    | Odehraných minut | Vstřelené branky | Výsledek |
| ------------ | ------- | ----------------------------- | ------ | --------- | ---------------- | ---------------- | -------- |
| Itálie       | ME 1980 | 1 zápas ve skupině            | 12. 6. | Španělsko | 90               | 0                | 0:0      |
| Itálie       | ME 1980 | 2 zápas ve skupině            | 15. 6. | Anglie    | 90               | 0                | 1:0      |
| Itálie       | ME 1980 | 3 zápas ve skupině            | 18. 6. | Belgie    | 45               | 0                | 0:0      |
| Itálie       | MS 1982 | 3 zápas v první skupin. fáze  | 23. 6. | Kamerun   | 90               | 0                | 1:1      |
| Itálie       | MS 1982 | 1 zápas ve druhé skupin. fáze | 29. 6. | Argentina | 75               | 0                | 2:1      |
| Itálie       | MS 1982 | 2 zápas ve druhé skupin. fáze | 5. 7.  | Brazílie  | 90               | 0                | 3:2      |
| Itálie       | MS 1982 | Semifinále                    | 8. 7.  | Polsko    | 90               | 0                | 2:0      |
| Itálie       | MS 1982 | Finále                        | 11. 7. | NSR       | 90               | 0                | 3:1      |

## Hráčské úspěchy

### Klubové
- 2× vítěz italské ligy (1970/71, 1979/80)
- 2× vítěz italského poháru (1977/78, 1981/82)

### Reprezentační
- 1× na MS (1982 - zlato)
- 1× na ME (1980)

### Individuální
- člen síně slávy italského fotbalu (2019)
- člen Golden Foot (2021)

### Vyznamenání
Zlatý límec za sportovní zásluhy (2017)
 Řád zásluh o Italskou republiku (2021)